# Janusz Radek

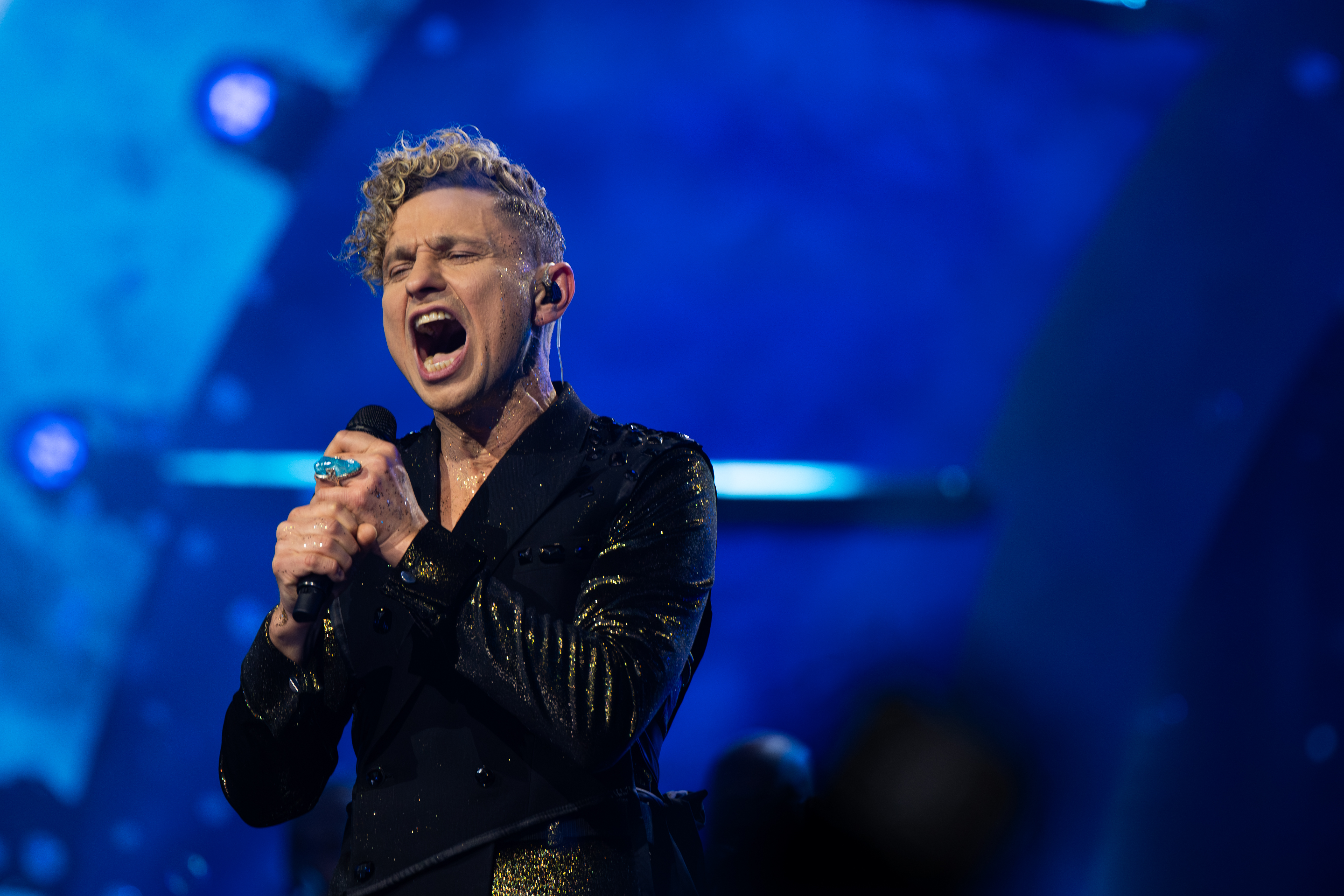
Janusz Radek, 2025

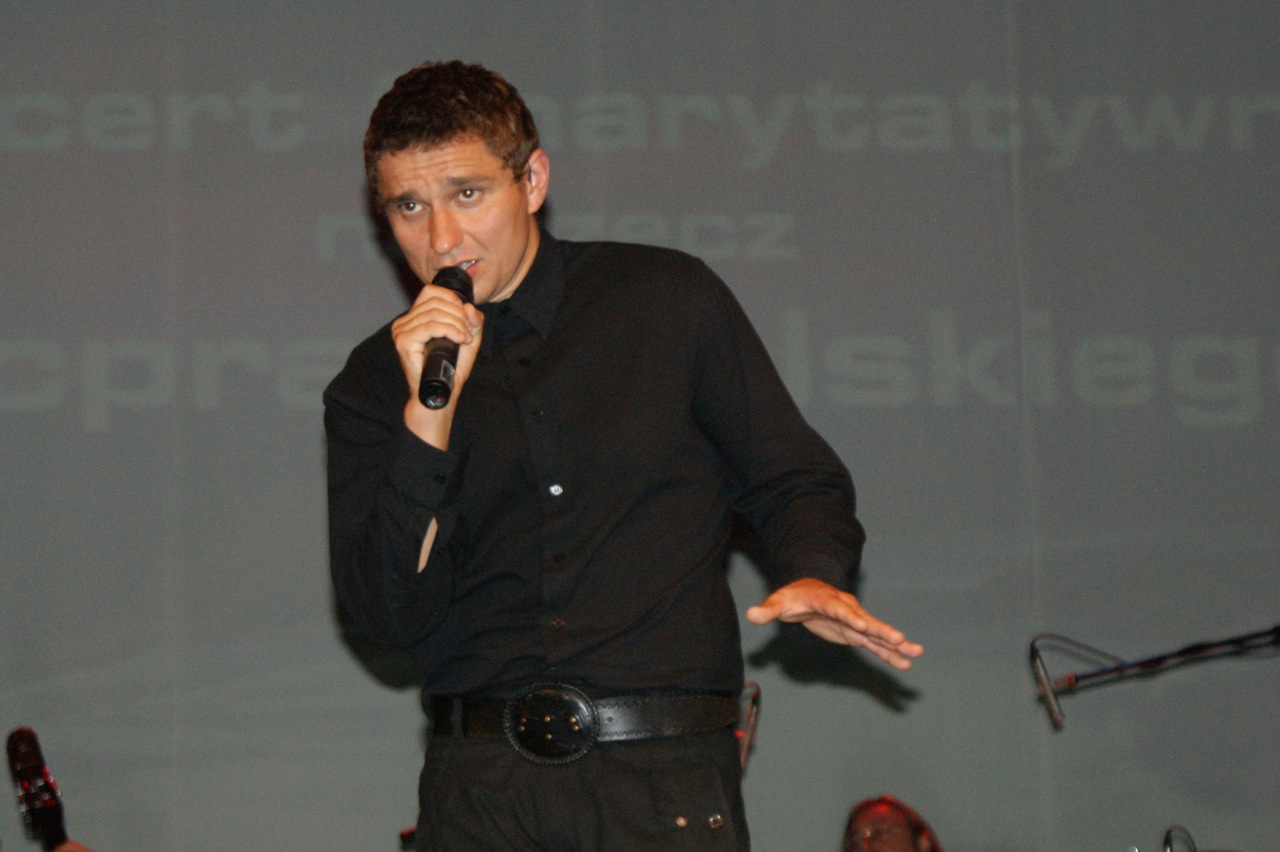
Janusz Radek, 2008

Janusz Dariusz Radek (* 6. April 1968 in Starachowice) ist ein polnischer Sänger, Schauspieler und Vertreter der gesungenen Poesie.

## Leben
Janusz Radek ist Absolvent der Geschichtswissenschaft der Jagiellonen-Universität in Krakau. Seine professionelle Karriere als Sänger begann 1990, als er beim 17. Gesamtpolnischen Schlosstreffen Gesungene Poesie den 1. Platz erreichte. Er begann Lieder zu Texten etwa von Bolesław Leśmian, Leopold Staff und E. E. Cummings zu schreiben und zu singen. 1994 bis 1995 war er Mitglied des Krakauer Kabaretts Zielone Szkiełko (deutsch Grüner Glassplitter) und trat auch auf der Bühne Piwnica pod Baranami auf. Weiterhin spielte er in verschiedenen Rock- und Punkrockbands.
Janusz Radek ist verheiratet und hat zwei Töchter.

## Auszeichnungen
- 1990 – Lira Orfeusza – 1. Platz beim 17. Gesamtpolnischen Schlosstreffen Gesungene Poesie (Śpiewajmy Poezję) in Olsztyn
- 1992 – 3. Platz beim studentischen Liederfestival (Studencki Festiwal Piosenki) in Krakau
- 2001 – Goldene Maske für die Rolle des Judas in Jesus Christ Superstar
- 2003 – Grand Prix, Publikumspreis und Preis der Journalisten beim 24. Schau der Lieder von Schauspielern (Przegląd Piosenki Aktorskiej) in Breslau
- 2003 – Journalistenpreis beim Landesfestival des Polnischen Liedes in Opole (Krajowy Festiwal Piosenki Polskiej w Opolu)
- 2004 – Nominierung für den Fryderyk in der Kategorie Sänger und Popalbum des Jahres
- 2007 – 1. Platz beim Festival TOPtrendy (Sopot TOPtrendy festiwal) für seinen Albumserfolg
- 2009 – Publikumspreis beim 2. Festival für Theatermusik (Festiwal Teatrów Muzycznych) in Gdynia für die beste männliche Rolle in Jesus Christ Superstar

## Diskografie

### Alben

#### Studioalben
| Jahr | Titel Musiklabel                                                  | Höchstplatzierung, Gesamtwochen, AuszeichnungChartsChartplatzierungen (Jahr, Titel, Musiklabel, Platzierungen, Wochen, Auszeichnungen, Anmerkungen) | Anmerkungen                                   |
| Jahr | Titel Musiklabel                                                  | PL | Anmerkungen                                   |
| ---- | ----------------------------------------------------------------- | --- | --------------------------------------------- |
| 2004 | Królowa Nocy Magic Records                                        | PL5 Gold · (11 Wo.)PL | Erstveröffentlichung: 2004 Verkäufe: + 15.000 |
| 2004 | Serwus madonna Magic Records                                      | PL10 (8 Wo.)PL | Erstveröffentlichung: 2004                    |
| 2007 | Dziękuję za miłość Magic Records                                  | PL9 Gold · (16 Wo.)PL | Erstveröffentlichung: 2007 Verkäufe: + 15.000 |
| 2008 | Dziwny ten świat_opowieść Niemenem i Jeszcze bliżej Magic Records | PL6 Gold · (7 Wo.)PL | Erstveröffentlichung: 2009 Verkäufe: + 15.000 |
| 2010 | Gdzieś-po-między Magic Records                                    | PL13 (6 Wo.)PL | Erstveröffentlichung: 2010                    |
| 2012 | Z ust do ust                                                      | PL12 (7 Wo.)PL | Erstveröffentlichung: 2012                    |
| 2017 | Poświatowska / Radek – Kim ty jesteś dla mnie                     | PL46 (2 Wo.)PL | Erstveröffentlichung: 2017                    |